# Giro dels Abruços
El Giro dels Abruços (en italià Giro d'Abruzzo) és una competició ciclista per etapes que es disputa a la regió dels Abruços, Itàlia. La primera edició es disputà el 1961 i fins al 1995 fou reservada a ciclistes amateurs. El 1996 s'integrà en el calendari de l'UCI amb una categoria 2.5. Des de la creació dels Circuits Continentals UCI el 2005 fins al 2007 formà part del calendari de l'UCI Europe Tour amb una categoria 2.2. La prova tornà a disputar-se el 2024 de la mà de RCS Sport després de l'anul·lació del Giro de Sicília.

## Palmarès
| Any       | Vencedor             | Segon              | Tercer                |
| --------- | -------------------- | ------------------ | --------------------- |
| 1961      | Mario Zanchi         |                    |                       |
| 1962      | Primo Nardello       |                    |                       |
| 1963      | Fabrizio Carloni     |                    |                       |
| 1964      | Giancarlo Massari    |                    |                       |
| 1965      | Francesco Polidori   |                    |                       |
| 1966      | Luigi Sgarbozza      |                    |                       |
| 1967      | Antonio Fradusco     | Giuseppe Coppola   | Luciano Frezza        |
| 1968      | No disputada         | No disputada       | No disputada          |
| 1969      | Angelo Bassini       | Wilmo Francioni    | Renzo Panicagli       |
| 1970      | Paolo Battistacci    | Renzo Pennesi      | Antonio Fradusco      |
| 1971      | Luciano Mencuccini   |                    |                       |
| 1972      | Palmiro Masciarelli  |                    |                       |
| 1973-78   | No disputada         | No disputada       | No disputada          |
| 1979      | Giovanni Bino        |                    |                       |
| 1980      | Fausto Stiz          |                    |                       |
| 1981      | Maurizio Viotto      |                    |                       |
| 1982      | Sergueï Voronine     | Sergueï Prybil     | Francesco Cesarini    |
| 1983      | Philippe Le Peurien  | Francesco Cesarini | Tullio Cortinovis     |
| 1984      | Tullio Cortinovis    | Francesco Cesarini | Stefano Bizzoni       |
| 1985      | Enrico Galleschi     |                    |                       |
| 1986      | Luigi Botteon        |                    |                       |
| 1987      | Angelo Gelfi         |                    |                       |
| 1988      | Moreno Picchio       |                    |                       |
| 1989-92   | No disputada         | No disputada       | No disputada          |
| 1993      | Maurizio Frizzo      | Roberto Dal Sie    | Stefano Checchin      |
| 1994      | Filippo Casagrande   | Oscar Pozzi        | Francesco Secchiari   |
| 1995      | Pasquale Braido      | Andrea Zatti       | Renato Poli           |
| 1996      | Andrea Zatti         | Oscar Pozzi        | Isidoro Colombo       |
| 1997      | Fabio Balzi          | Cristian Moreni    | Maurizio Vandelli     |
| 1998      | Francesco Secchiari  | Stefano Faustini   | Isidoro Colombo       |
| 1999      | Cristian Gasperoni   | Danilo Di Luca     | Giorgio Feliziani     |
| 2000      | Daniele De Paoli     | Vladimir Douma     | Giuseppe Palumbo      |
| 2001      | Danilo Di Luca       | Saša Gajičić       | Roberto Petito        |
| 2002      | Aliaksandr Kutxinski | Alessio Ciro       | Luigi Bonfrate        |
| 2003      | Oscar Mason          | Denis Lunghi       | Michele Scarponi      |
| 2004      | Aliaksandr Kutxinski | Valter Bonca       | Domenico Quagliarello |
| 2005-06   | No disputada         | No disputada       | No disputada          |
| 2007      | Luca Ascani          | Ivan Fanelli       | Davide Tortella       |
| 2008-2023 | No disputada         | No disputada       | No disputada          |
| 2024      | Alexey Lutsenko      | Pavel Sivakov      | George Bennett        |
| 2025      | Georg Zimmermann     | David de la Cruz   | Pablo Torres Arias    |